# عبد الستار إبراهيم
عبد الستار إبراهيم (1939 - 24 سبتمبر 2023) هو كاتب مصري.

## السيرة الذاتية
عبد الستار إبراهيم ولد في قرية الزينية بحري بالأقصر، وتخرج في قسم علم النفس بكلية الآداب جامعة عين شمس 1962، نال الدكتوراه في علم النفس من جامعة القاهرة عام 1972، وتدرج منذ سنة 1972 حتى الآن في كثير من الوظائف الأكاديمية من مدرس إلى أستاذ وكذلك في العديد من الجامعات العربية والأمريكية الكبرى، وهو أستاذ علم النفس الإكلينيكى ورئيس قسم الطب النفسى السيكياتري بكلية الطب والعلوم الطبية(جامعة الملك فيصل بالمملكة العربية السعودية)، واستشارى الصحة النفسية والعلاج النفسى بمستشفى الملك فهد الجامعى، نشر ما يقرُب من 100 بحثًا أو مقالًا في كثير من المجلات العالمية المتخصصة والثقافية في الوطن العربى، والولايات المتحدة، وأوربا، والهند، وكذلك نشر الكثير من الكتب الجامعية والثقافية في علم النفس والعلاج النفسى وغيرها من الموضوعات التي تهم القارئ العام والمتخصص، والدكتور عبد الستار عضو وزميل بكثير من الجمعيات العلمية العالمية في علم النفس والصحة النفسية بما فيها الجمعية النفسية الأمريكية، وأكاديمية العلوم والفنون والأداب بولاية ميشيغان، وجمعية الصحة العقلية التابعة لمنظمة الصحة الدولية، وحاصل على البورد الأمريكى في الرعاية الصحية والخدمة النفسية وأيضًا حاصل علي زمالة البورد الأمريكى في العلاج النفسى الطبى والتشخيص، وعمل خلال حياته المهنية ومنذ حصوله على درجة الدكتوراه في العديد من المستشفيات الجامعية، والعامة، ومستشفيات الطب النفسي في أمريكا والعالم العربي. كما نال الكثير من الجوائز التقديرية والشرفية من مؤسسات أمريكية وبريطانية تقديرًا لمساهماته الفكرية الملموسة، وإثراء الفكر العالمى

## الوظائف
- أستاذ في جامعة القاهرة.
- أستاذ في جامعة ميشيجان- آن أربور.
- أستاذ في جامعة وين ستيت يونيفرسيتى.
- أستاذ في جامعة شرق ميشيجان.
- أستاذ في جامعة الكويت.
- أستاذ في جامعة الملك سعود.
- أستاذ في جامعة الملك فيصل.
- عمل في العديد من الوظائف الإكلينيكية والبحثية.
- عمل في مستشفى الملك فهد الجامعي بالخبر وهي المستشفى الرئيسي التابعة لكلية الطب بجامعة الملك فيصل (استشاري العلاج النفسي، وعلم النفس الإكلينيكي).
- عمل في مستشفى نورثفيل للطب النفسي في وظيفة كبير الإحصائيين ومدير البحوث السيكولوجية.
- رئيس قسم علم النفس الإكلينيكي (مركز خدمات الصحة العقلية في جنوب غرب ديترويت).
- مشرف إكلينيكي، ومشرف العيادات الخارجية (المركز الجديد لخدمات الصحة العقلية بمدينة ديترويت).[بحاجة لمصدر]

## مؤلفاته

### كتب باللغة العربية
- الحكمة الضائعة: الإبداع والاضطراب النفسي والمجتمع (2002)، ضمن سلسلة عالم المعرفة.[7]
- الإبداع: قضاياه وتطبيقاته عام 1999 في القاهرة.
- الاكتئاب (اضطراب العصر الحديث): فهمه وعلاجه عام 1998 في الكويت.[8]
- الضغوط النفسية: نافذة علي الصحة والمرض عام 1996 في الدمام.
- العلاج النفسي السلوكي المعرفي الحديث: أساليبه ونماذج من تطبيقاته عام 1995 في القاهرة.
- العلاج السلوكي للطفل: أساليبه ونماذج من حالاته (بالاشتراك مع الدكتور عبد العزيز الدخيل والدكتورة رضوى إبراهيم) عام 1993 في الكويت،[9] والطبعة الثانية بعنوان العلاج السلوكي للطفل والمراهق (بالاشتراك مع الدكتور عبد العزيز الدخيل والدكتورة رضوى إبراهيم) عام 1999 في الرياض.
- القلق: قيود من الوهم عام 1991 في القاهرة.
- علم النفس الإكلينيكي: مناهج التشخيص والعلاج النفسي، الطبعة الأولي عام 1987 في الرياض، والطبعة الثانية (بالاشتراك مع الدكتور عبد الله عسكر) عام 2000.
- أسس علم النفس عام 1987 في الرياض.
- الإنسان وعلم النفس عام 1985 في الكويت.[10]
- البحث عن القوة: الاتجاه التسلطي في الشخصية والمجتمع عام 1982 في القاهرة.
- العلاج النفسي الحديث: قوة للإنسان عام 1980 ضمن سلسلة عالم المعرفة في الكويت،[11] والطبعة الثانية عام 1982 في القاهرة.
- آفاق جديدة في دراسة الإبداع عام 1979 في الكويت.
- السلوك الإنساني بنظرة علمية (بالاشتراك مع الدكتورة سلوى الملا والدكتور محمد فرغلى فراج) عام 1973 في لقاهرة، والطبعة الثانية عام 1975 في القاهرة.
- علم النفس ومشكلات الحياة الاجتماعية (ترجمة من الإنجليزية إلى العربية عن ميشيل أرجايل) عام 1973 في القاهرة، والطبعة الثانية عام 1975 في القاهرة، والطبعة الثالثة عام 1979 في الكويت، والطبعة الرابعة: عام 1981 في الكويت، والطبعة الخامسة عام 1982 في القاهرة.
- أصالة التفكير: دراسات وبحوث نفسية عام 1974 في القاهرة.[12][13][14][14]

### كتب باللغة الإنجليزية
- .Foundations of human behavior in health & illness (1996)
- .New York: Carlton Science Series
- .[15] Cultural considerations in mental health practices: An Arab experience in Advances in Medical Psychotherapy

### بحوث ومقالات عربية
- الشباب والعنف في السعودية (10 مايو عام 2000).
- الضغوط اللاحقة للصدمات النفسية والانفعالية: منهج سلوكي متعدد المحاور لفهمها وعلاجها. دراسة قدمت للمؤتمر الدولي الثالث: الخدمات النفسية والاجتماعية في مجتمع متغير في الكويت (1 أبريل عام 2000).
- دراسة عربية عن الاضطراب النفسي العام(السيكو باثولوجي) والضغوط وما يرتبط بهما من مفاهيم نفسية أخرى (بالاشتراك مع الدكتورة رضوي إبراهيم).
- الضغوط النفسية والاجتماعية المرتبطة بارتفاع ضغط الدم والكوليسترول. محاضرة ألقيت بالحلقة العلمية الخاصة بالعلاج المتكامل لارتفاع ضغط الدم والكوليسترول في كلية الطب جامعة الملك فيصل (10 نوفمبر عام 1996).
- الحضارة والعلاج النفسي: خبرة سلوكية في إطار عربي عام 1996.
- الأنماط السلوكية المرضية والضغوط النفسية المرتبطة بمرض السكري. محاضرة ألقيت بالجمعية السعودية للسكري عام 1995.
- منظور سلوكي متعدد المحاور في علاج الإدمان على المخدرات والعقاقير في العيادات الخارجية. مؤتمر الإدمان على العقاقير: العلاج والوقاية (بوزارة الصحة السعودية- مستشفى الأمل بالدمام) في مارس عام 1994.
- الإدمان على العقاقير: المدخل السلوكي في التشخيص والعلاج. ندوة علمية بعنوان الإدمان على المخدرات: المشكلات والحلول. مستشفى الأمل لعلاج الإدمان، (بجدة- المملكة العربية السعودية) في نوفمبر عام 1994.
- التناول السلوكي لاضطرابات الطفولة والمسلمات الرئيسية في علاجها (بالاشتراك مع الدكتور عبد العزيز الدخيل والدكتورة رضوى إبراهيم) عام 1993
- موجتان من التطور بحركة العلاج السلوكي (بالاشتراك مع الدكتور عبد العزيز الدخيل والدكتورة رضوى إبراهيم) عام 1993.
- إجراءات العلاج السلوكي للطفل وخطوات تنفيذه. (بالاشتراك مع الدكتور عبد العزيز الدخيل والدكتورة رضوى إبراهيم) عام 1993.
- الطفل العصابى: فتش عن الأخطاء السلوكية بلبنان في فبراير 1992.
- أطفالنا والقلق: بدائل صحية في أغسطس عام 1990
- أربعة محاور في علاج القلق في يناير عام 1990.
- التعرف على حالات القلق في أغسطس عام 1988.
- مجتمعات إنسانية عرفت القلق في نوفمبر عام 1988.
- القلق وراثة وصناعة في الفيصل عام 1989.
- هؤلاء الأطفال المبدعون العربي عام 1980.
- التوجيه التربوي للمبدعين مجلة العلوم الاجتماعية في الكويت عام 1979.
- السلوك السياسي لدى الفصاميين والأسوياء (بالاشتراك مع روبرت فرومكين) في جامعة الكويت عام 1979.
- المحافظة التسلطية: تقرير من واقع بحوث محلية في جامعة القاهرة عام 1977.
- الأصالة وعلاقتها بأساليب الاستجابة: بين المجاراة والمخالفة بشكل خاص المجلة القومية للعلوم الاجتماعية عام 1974.
- مقياس المحافظة التسلطية وبناء الشخصية عام 1973.
- بعض متعلقات الجمود العقائدي: دراسة تجريبية الكتاب السنوي للصحة النفسية عام 1972.
- البناء المعرفي والمضمون الإيديولوجي للتسلطية: نحو مقياس جديد للمحافظة التسلطية عام 1972.
- العمليات المعرفية عام1971.
- بعض التطورات النظرية المعاصرة في علم النفس في الاتحاد السوفييتي عام 1971.
- النظرة العلمية ومؤتمرات علم النفس عام 1971.
- التذوق الفنى والنشاط الإبداعي عام 1970.
- طرق حديثة في العلاج النفسي مجلة الصحة النفسية عام 1970.
- بين النظرية والمنهج في علم النفس عام 1970.
- التطرف كأسلوب للاستجابة عام 1968.
- مجال التحليل النفسي في يونيو 1964.
- مقدمة لنظريات يونج في علم النفس عام 1964.[15][16]

## مقاييس واختبارات نفسية
- مقاييس من وضع الباحث ومقننة على بعض البيئات العربية.
- قائمة المشكلات السلوكية؛ لتقدير اضطرابات السلوك لدى الأطفال.
- قائمة الأعراض النفسية؛ لتحديد الأعراض السلوكية والشخصية.
- مقياس التدعيم الاجتماعي في الشخصية.
- مقياس الميول الاحتوائية؛ لقياس الاتجاه الاحتوائي في الشخصية.
- مقياس الميول الطاردة؛ لقياس الاتجاه الطارد في الشخصية.
- مقياس المحافظة التسلطية؛ لقياس الاتجاهات التسلطية في الشخصية.
- مقياس الحدود المعقولة؛ لتقدير قوة الأنا.
- مقاييس مترجمة ومقننة على بعض البيئات العربية.
- مقياس بيك؛ للاكتئاب.
- مقياس الخبرات الحياتية للضغوط.
- قائمة تحليل صفات الشخصية لليوبين وزكرمان، وهي تعطى درجات لثلاثة مقاييس مرضية هي الاكتئاب، والقلق، والعداوة.
- استبيان أيزنك للشخصية، وهو يُعطى درجات لأربعة مقاييس هي الانطواء في مقابل الانبساط، العصابية، الذهانيةـ الإجرامية.
- مقاييس مترجمة ومتاحة؛ لإجراء بحوث أكثر.
- اختبار المصفوفات المعرب لرافين (بالاشتراك مع شعيب المنصورى وآخرين)؛ للذكاء.
- اختبار الأبعاد الإنسانية في الشخصية (بالاشتراك مع طلعت منصور مقياس روكيتش للدوجماتية).
- مقياس الفاشية، وهو المقياس الذي وضعه أدورنو وزملاؤه لقياس الاتجاهات التسلطية في بحثهم المعروف.
- مقياس التصلب في الشخصية لجاف وسانفورد.
- مقياس النفور من الغموض لبرونشفيك.[15]